# 816

## Родени
- Формоза, римски папа

## Починали
- 12 юни – Лъв III, римски папа